# Perfluornonansäure
Perfluornonansäure ist eine chemische Verbindung aus der Gruppe der Perfluorcarbonsäuren.

## Gewinnung und Darstellung
Zur Herstellung wird bzw. wurde Perfluoroctan-1-iodid mittels Fluortelomerisierung in 8:2-Fluortelomeriodid und dieses wiederum in 8:2-Fluortelomerolefin umgewandelt. Durch Ozonolyse entsteht daraus Perfluornonansäure.

## Eigenschaften
Perfluornonansäure ist ein brennbarer, schwer entzündbarer, kristalliner, beiger Feststoff, der praktisch unlöslich in Wasser ist. Von PFNA gibt es theoretisch 89 Skelettisomere.

## Verwendung
Langkettige Perfluoralkancarbonsäuren (wie Perfluornonansäure) und ihre Salze sind oberflächenaktive Chemikalien (Tenside), die die Oberflächenspannung von Wasser, wässrigen Lösungen und organischen Flüssigkeiten bereits in geringen Konzentrationen stark reduzieren. Diese Säuren (C6–C12) und ihre Derivate werden als Netz-, Dispergier-, Emulgier- und Schaummittel eingesetzt.

## Vorkommen
In Fischfilets aus zehn Seen südlich und westlich der Alpen wurden PFNA-Konzentrationen von bis zu 0,7 μg/kg gefunden. Bei Messungen wurden bei 98 % der Einwohner Kaliforniens PFNA im Blutserum nachgewiesen. In 82 % der hundert zwischen 2009 und 2019 abgenommenen Humanblutproben aus der deutschen Umweltprobenbank wurde bis zu 3,66 ng/ml PFNA nachgewiesen. In 10 % der Blutplasma-Proben von 1109 Kindern und Jugendlichen zwischen 3 und 17 Jahren, die im Rahmen der Deutschen Umweltstudie zur Gesundheit von Kindern und Jugendlichen (GerES V) untersucht worden waren, wurde PFNA in Konzentrationen bis zu 3,54 ng/ml nachgewiesen.

## Gefahrenbewertung und Regelung
Perfluornonansäure wurde von der ECHA aufgrund ihrer reprotoxischen sowie PBT-Eigenschaften auf die Kandidatenliste der besonders besorgniserregenden Stoffe gesetzt. Unter der Leitung der deutschen und schwedischen Behörden wurde eine Verbotsregelung der Perfluorcarbonsäuren mit den Kettenlängen C9 bis C14, inklusive ihrer Salze und Vorläuferverbindungen, erarbeitet. Die entsprechende EU-Verordnung trat am 25. August 2021 in Kraft. Das Verbot für die Herstellung, das Inverkehrbringen und die Verwendung gilt seit dem 25. Februar 2023, wobei für gewisse Verwendungen längere Übergangsfristen bestehen. In der Schweiz trat ein analoges Verbot am 1. Oktober 2022 in Kraft. 2025 wurde PFNA als Teil der langkettigen Perfluorcarbonsäuren in das Stockholmer Übereinkommen über persistente organische Schadstoffe aufgenommen.
In der EU sind die Höchstmengen von per- und polyfluorierten Alkylverbindungen (PFAS) im Trinkwasser über den Anhang I, Teil B der Richtlinie (EU) 2020/2184 (Trinkwasserrichtlinie) mit zwei verschiedenen Summen-Grenzwerten geregelt. Danach darf der Gesamtgehalt aller PFAS 0,5 μg/l, und die Summe der im Anhang III Teil B Nummer 3 genannten PFAS (PFAS-20), zu welchen auch Perfluornonansäure gehört, 0,1 μg/l nicht überschreiten. Als Europäische Richtlinie ist die Richtlinie (EU) 2020/2184 allerdings nicht unmittelbar gültig, sondern muss jeweils in nationales Recht umgesetzt werden. In Deutschland wurde dies durch die Novellierung der Trinkwasserverordnung umgesetzt.

## Salze
- Ammoniumperfluornonanoat
- Natriumperfluornonanoat[S 1]

## Externe Links zu erwähnten Verbindungen
1. ↑  Externe Identifikatoren von bzw. Datenbank-Links zu Natriumperfluornonanoat:  CAS-Nr.: 21049-39-8, PubChem: 23701733, Wikidata: Q82873085.